# Barney Hayhoe
Bernard John Hayhoe, baron Hayhoe (8 août 1925 - 7 septembre 2013) est un homme politique conservateur britannique.

## Jeunesse
Il est né dans le Surrey et fréquente la Stanley Technical School, South Norwood. Il quitte l'école à 16 ans pour faire un apprentissage dans un atelier d'outillage et étudie à l'école polytechnique de l'arrondissement. Il rejoint ensuite le ministère de l'Approvisionnement comme ingénieur en armement au département de l'armement et a ensuite rejoint l'Inspection de l'armement.

## Carrière politique
Hayhoe est élu président national des Jeunes conservateurs en 1952 et quitte la fonction publique pour se présenter à Lewisham South aux élections de 1964. Il travaille ensuite pour le département de recherche conservateur. Il est sélectionné comme candidat pour Heston et Isleworth aux élections de 1970 à la place de Reader Harris, qui fait alors face à des accusations criminelles. Bien que Harris ait été acquitté avant les élections, Hayhoe reste le candidat.
Hayhoe est député de Heston et Isleworth de 1970 à février 1974, puis de Brentford et Isleworth de février 1974 jusqu'à sa retraite aux élections générales de 1992. Il a la responsabilité ministérielle de l'armée (1979-1981), de la fonction publique (1981-1985) et du DHSS (1985-1986). Il fait partie de l'aile gauche modérée du parti et soutient Michael Heseltine dans sa candidature à la direction contre Margaret Thatcher.
Il est nommé conseiller privé en 1985, anobli en 1987 et nommé pair à vie le 21 août 1992 en tant que baron Hayhoe, d'Isleworth dans le quartier londonien de Hounslow.